# 角木茶卡
角木茶卡（藏語：ལྕོ་མོ་ཚྭ་ཁ།，威利转写：lco mo tshwa kha，THL：Chomo Tsakha）位于中国西藏自治区那曲市尼玛县境内，地处尼玛县中部，角木日东麓的山间盆地内。湖面海拔4750米，面积41.8平方公里。由于湖面水位不断下降，湖面已分离成多个子湖。湖区气候寒冷干燥，年均气温-6℃，年均降水量150～200毫米。无地表径流流入，湖水主要依靠地下水和泉水补给。湖中有芒硝和石盐沉积。